# Brzozowy Most
Brzozowy Most (też Brzozowymost, niem. Birkenbrück) – nieistniejąca wieś w Polsce, położona w województwie kujawsko-pomorskim, w powiecie świeckim, w gminie Jeżewo..
W latach 1975–1998 miejscowość administracyjnie należała do województwa bydgoskiego.